# フォー・シーズン
「フォー・シーズン」（FOUR SEASONS）は、日本の歌手アン・ルイスの8枚目のシングル。1974年11月25日にビクターレコードから発売された。規格品番はSV-2453。

## 概要
「グッド・バイ・マイ・ラブ」「ハネムーン・イン・ハワイ」に続き、本作もA・B面とも作詞はなかにし礼、作曲は平尾昌晃が手掛けている。

## 収録曲
2曲とも作詩: なかにし礼、作曲: 平尾昌晃、編曲: 竜崎孝路、演奏: ビクター・オーケストラ
1. フォー・シーズン　FOUR SEASONS （3分15秒）
2. ジス・イズ・マイ・ラブ　THIS IS MY LOVE （3分37秒）

## 参考資料
- オリコン『SINGLE CHART-BOOK COMPLETE EDITION 1968-2005』オリコン・マーケティング・プロモーション、2006年4月。ISBN 9784871310765。